# پاکار
پاکار در معماری

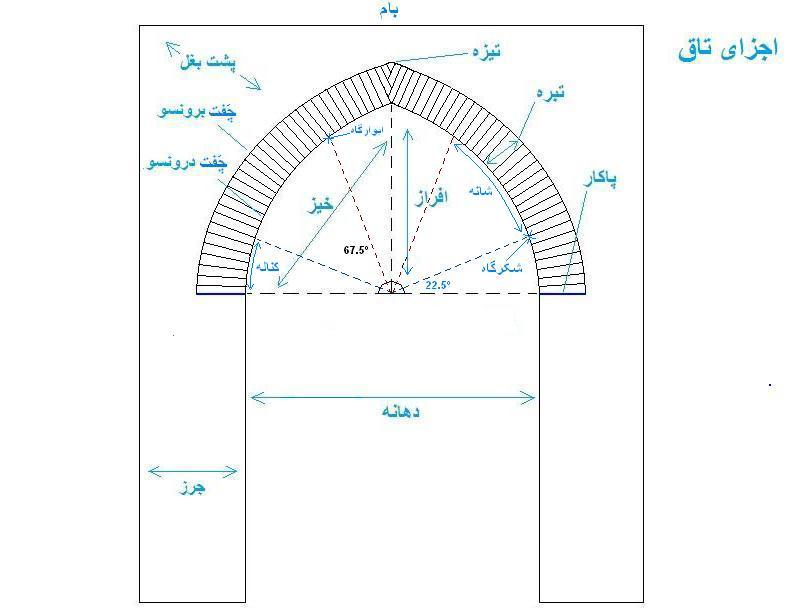
پاکار بخش فرجامین دیوار و آغازین چَفد (قوس) تاق یا گنبد است

بخشی از سازه درست در نقطه‌ای میان دیوار و تاق یا گنبد است که از یک سو بالاترین بخش دیوار و از دیگر سو پست‌ترین بخش تاق یا گنبد که چَفد از آنجا آغاز می‌شود را به هم می دوساند (متصل می‌کند). به بیان ساده‌تر پاکار جایی ست که تاق یا گنبد از آن آغاز می‌شود و پاراسته که نخستین بخش چَفد تاق یا گنبد است مستقیم روی آن قرار می‌گیرد. پاکار دو جور است:
۱ پاکار با کیز که در سبک آجرچینی تاق ضَربی پیاده می‌شود.
۲ پاکار بی کیز که در سبک آجرچینی تاق رومی و تاق چَپیله پیاده می‌شود.
شیوه نشاندن چَفد تاق و گنبد بر روی پاکار نیز سه جور است:
۱ تاق یا گنبد از همانجایی که دیوار انجام یافته یکنواخت با دیوار و بی هیچ پیشامدگی یا تورفتگی ای نسبت به آن آغاز شود.
۲ تاق با یک پیشامدگی به اندازه یک چارک یا کَلوک بیرون آید و آنگاه چفد آغاز شود؛ از این ریخت به شکل روشمند و بارز در تاق کلیل آذری استفاده شده است.
۳ تاق با تورفتگی ای که کیز خوانده می‌شود بر روی پاکار آغاز شده و بالا برود.